# Caxito
Caxito es una ciudad y comuna angoleña. Además de ser la sede del municipio de Dande, es la ciudad más poblada de la provincia de Bengo, y es también la capital provincial.
Según las proyecciones poblacionales de 2018, elaboradas por el Instituto Nacional de Estadística, cuenta con una población aproximada de 140 000 habitantes.

## Transporte
Caxito está conectada al territorio nacional por la carretera EN-225, que la conecta al Este con la capital nacional, Luanda. Al Oeste, esta misma carretera conecta Caxito con Mabubas y Úcua. Además de esta carretera, la carretera EC-100 conecta Caxito con la ciudad de Libongos, al norte.

## Educación
En Caxito se encuentra una sede de la Facultad de Medicina de la Universidad Agostinho Neto, además de acoger la Escuela Superior Pedagógica de Bengo. También cuenta con una sede del Instituto Superior Técnico de Angola, una institución privada de enseñanza superior.

## Abastecimiento de agua y saneamiento básico
La ciudad se aprovisiona de agua potable por el Canal de Riego de Caxito, abastecido por las aguas de la Central Hidroeléctrica de Mabubas, en el río Dange.

## Cultura y ocio

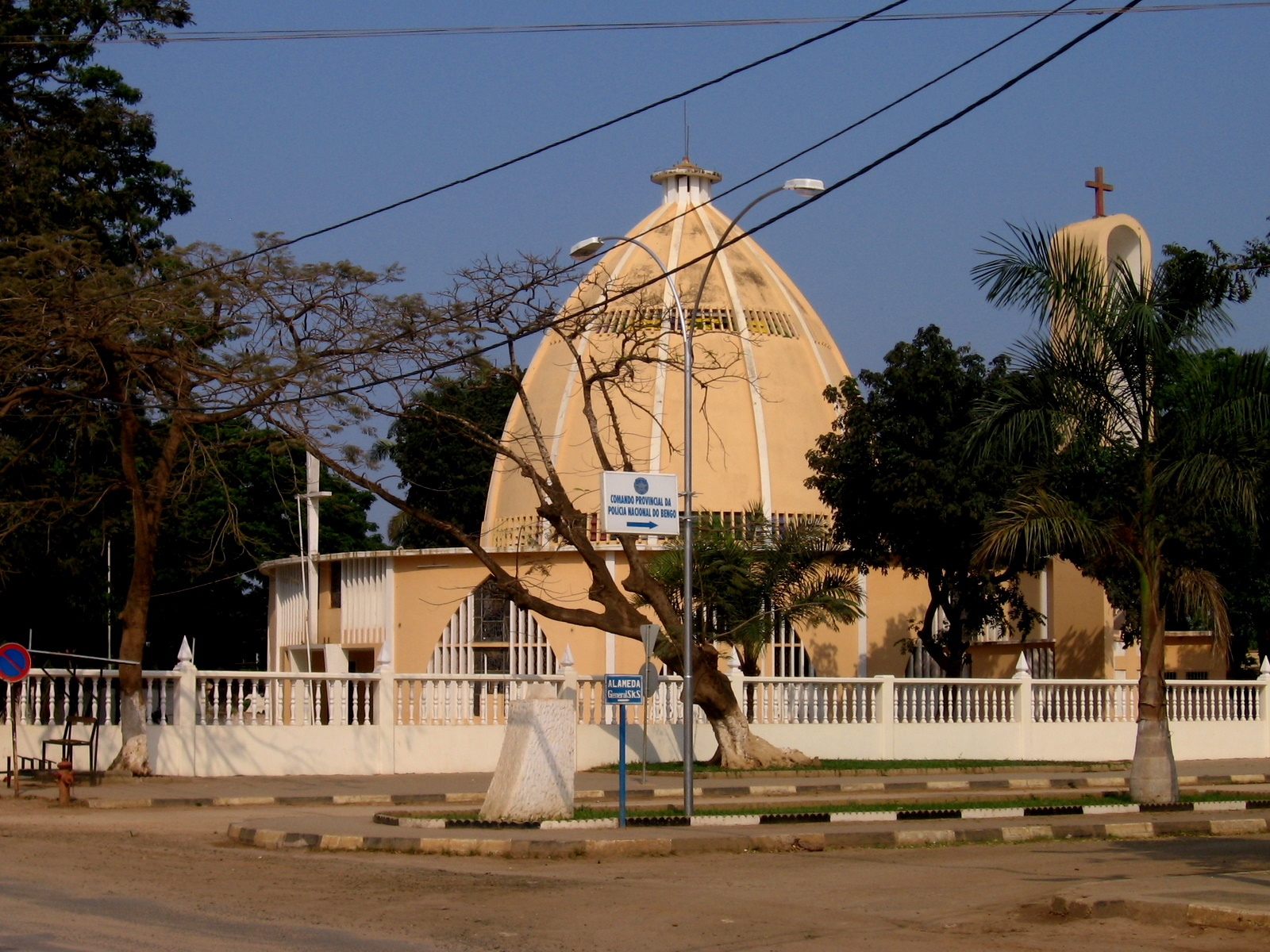
Foto de Iglesia en Caxito, Angola.

Algunas de las principales celebraciones religiosas de la ciudad son la Procesión de Santa Ana de Caxito y la Procesión de Nuestra Señora de la Muxima, ambas realizadas en las calles de la localidad, promovidas por la Diócesis de Caxito.
La principal práctica deportiva del Caxito es el fútbol. El Domant Fútbol Club de Bula Atumba disputa sus partidos en el Estadio Municipal de Dande.

## Sede episcopal
Sede de la Diócesis de Caxito (en latín: Dioecesis Caxitonsis), sufragánea del Arzobispado de Luanda y creada el 6 de junio de 2007. Su territorio cuenta con una extensión superficial de 25 133 kilómetros cuadrados.